# Campionati europei di biathlon 2021
I Campionati europei di biathlon 2021 sono stati la 28ª edizione della massima manifestazione continentale di biathlon.
Organizzati dall'IBU, i campionati si sono svolti dal 27 al 31 gennaio 2021 a Duszniki-Zdrój, in Polonia.

## Calendario
| Uomini | 20 km individuale |   | 10 km sprint  | 12,5 km inseguimento |                                           | 3 |
| Donne  | 15km individuale  |   | 7,5 km sprint | 10 km inseguimento   |                                           | 3 |
| Misto  |                   |   |               |                      | Staffetta singola mista & Staffetta mista | 2 |
| Totale | 2                 | 0 | 2             | 2                    | 2                                         | 8 |

## Medagliere
| Pos.   | Nazione   | Oro | Argento | Bronzo | Totale |
| ------ | --------- | --- | ------- | ------ | ------ |
| 1      | Lettonia  | 2   | 0       | 0      | 2      |
| 1      | Polonia   | 2   | 0       | 0      | 2      |
| 3      | Norvegia  | 1   | 3       | 3      | 7      |
| 4      | Germania  | 1   | 1       | 1      | 3      |
| 4      | Ucraina   | 1   | 1       | 1      | 3      |
| 6      | Svizzera  | 1   | 0       | 0      | 1      |
| 7      | Russia    | 0   | 1       | 3      | 4      |
| 8      | Francia   | 0   | 1       | 0      | 1      |
| 8      | Rep. Ceca | 0   | 1       | 0      | 1      |
| Totale | Totale    | 8   | 8       | 8      | 24     |

## Podi

### Uomini
| Evento              | Oro                  | Tempo   | Argento            | Tempo   | Bronzo                  | Tempo   |
| Individuale 20km    | Andrejs Rastorgujevs | 52:04.7 | Erlend Bjøntegaard | +1:27.5 | Endre Strømsheim        | +1:41.4 |
| Sprint 10km         | Martin Jaeger        | 27:19.2 | Said Khalili       | +7.3    | Johannes Kühn           | +15.3   |
| Inseguimento 12,5km | Artem Pryma          | 32:11.3 | Michal Krčmář      | +6.6    | Håvard Gutubø Bogetveit | +12.5   |

### Donne
| Evento            | Oro            | Tempo   | Argento              | Tempo | Bronzo               | Tempo |
| Individuale 15km  | Monika Hojnisz | 45:17.1 | Anastasija Merkušina | +2.9  | Larisa Kuklina       | +15.5 |
| Sprint 7,5km      | Baiba Bendika  | 22:00.7 | Karoline Erdal       | +5.7  | Anastasia Shevchenko | +9.7  |
| Inseguimento 10km | Kamila Zuk     | 29:12.7 | Karoline Erdal       | +13.4 | Aasne Skrede         | +16.2 |

### Misti
| Evento                       | Oro                                                                              | Tempo     | Argento                                                                   | Tempo | Bronzo                                                          | Tempo |
| Staffetta individuale 2x6 km | Germania Stefanie Scherer Justus Strelow                                         | 35:01.06  | Francia Caroline Colombo Émilien Claude                                   | +21.0 | Russia Larisa Kuklina Evgenij Garaničev                         | +26.7 |
| Staffetta 4x6 km             | Norvegia Emilie Kalkenberg Aasne Skrede Erlend Bjøntegaard Sivert Guttorm Bakken | 1:01:23.7 | Germania Vanessa Voigt Marion Deigentesch Dominik Schmuck Philipp Nawrath | +30.7 | Ucraina Iryna Petrenko Vita Semerenko Bohdan Cymbal Artem Pryma | +52.5 |